# 氧环丁烯
氧环丁烯，又称2-噁丁，是一种不饱和杂环化合物。这种化合物不稳定，但已经被合成出来。与饱和的氧杂环丁烷相比，氧环丁烯更不稳定因为双键增加了环张力。它的一些取代衍生物已经制得。

## 制备
氧环丁烯可以由丙烯醛光照环化而成：